# دنگتن
الگو:جعبه اطلاعات settlement
دنگتن (انگلیسی: Dongtan) طرحی برای ساخت یک شهرک اقتصادی جدید در شانگهای است.